# Banyuarang
Banyuarang is een bestuurslaag in het regentschap Jombang van de provincie Oost-Java, Indonesië. Banyuarang telt 4892 inwoners (volkstelling 2010).